# Bunduff Lough and Machair/Trawalua/Mullaghmore SAC
Bunduff Lough and Machair/Trawalua/Mullaghmore SAC este o arie protejată (arie specială de conservare — SAC, sit de importanță comunitară — SCI) din Irlanda întinsă pe o suprafață de 4.404,23 ha, integral pe uscat.

## Localizare
Centrul sitului Bunduff Lough and Machair/Trawalua/Mullaghmore SAC este situat la coordonatele 54°27′56″N 8°26′55″W / 54.465457°N 8.448591°V.

## Înființare
Situl Bunduff Lough and Machair/Trawalua/Mullaghmore SAC a fost declarat sit de importanță comunitară în august 1999 pentru a proteja 1 specie de plante și 10 specii de animale. Situl a fost protejat și ca arie specială de conservare în noiembrie 2022.

## Biodiversitate
Situată în ecoregiunea atlantică, aria protejată conține 10 habitate naturale: Terase mlăștinoase și terase nisipoase neacoperite de apă la reflux, Golfuri mici largi și golfuri puțin adânci, Recifuri, Dune mobile de-a lungul țărmului cu Ammophila arenaria („dune albe”), Dune de coastă fixe cu vegetație erbacee („dune gri”), Depresiuni intradunale umede, Machair (* habitat specific irlandez), Formațiuni de Juniperus communis pe lande sau pajiști calcaroase, Pajiști uscate seminaturale și facies de acoperire cu tufișuri pe substraturi calcaroase (Festuco-Brometalia) (* situri importante pentru orhidee), Mlaștini alcaline.
La baza desemnării sitului se află mai multe specii protejate:
- plante (1): Petalophyllum ralfsii
- păsări (9): rață pitică (Anas crecca), rață mare (Anas platyrhynchos), lebădă de iarnă (Cygnus cygnus), Fulmarus glacialis, becațină comună (Gallinago gallinago), ploier auriu (Pluvialis apricaria), Pyrrhocorax pyrrhocorax, fluierarul cu picioare roșii (Tringa totanus), nagâț (Vanellus vanellus)
- nevertebrate (1): fluturele auriu (Euphydryas aurinia)

Pe lângă speciile protejate, pe teritoriul sitului au mai fost identificate 3 specii de păsări, 2 specii de nevertebrate.